# Torre City
Torre City es un edificio de 24 pisos ubicado en la ciudad de Concepción, Chile.
Fue el primero edificio en superar en altura al Edificio Amanecer, el cual fue hasta entonces el más alto del Gran Concepción y la Región del Biobío. Al año siguiente de su inauguración, en 2009, fue superado a su vez por la Torre O'Higgins, edificio destruido por el terremoto que azotó a la ciudad en febrero de 2010. En 2013 se inauguró la Torre del Centro (en ese entonces  Torre Mall Center), que la superó en altura, con 95 metros distribuidos en 22 pisos y 4 subterráneos.[cita requerida]